# Takilma
Takilma – jednostka osadnicza w Stanach Zjednoczonych, w stanie Oregon, w hrabstwie Josephine.